# UEFA Nations League 2018–19 (hạng đấu A)
UEFA Nations League 2018–19 Hạng A là phân hạng thứ nhất của UEFA Nations League mùa giải 2018-19, mùa giải đầu tiên của giải thi đấu bóng đá quốc tế có sự tham gia từ các đội tuyển quốc gia nam của 55 thành viên hiệp hội UEFA. Bốn đội nhất bảng của Hạng A sẽ giành quyền tham dự vòng chung kết UEFA Nations League vào tháng 6 năm 2019 để tìm ra nhà vô địch đầu tiên của UEFA Nations League. Ban đầu, 4 đội cuối bảng sẽ phải xuống Hạng B của UEFA Nations League 2020-21, nhưng sau đó UEFA đã có sự điều chỉnh và 4 đội này không bị xuống hạng.

## Thể thức

### Hạt giống
Các đội tuyển sẽ được phân bổ cho Hạng A theo hệ số đội tuyển quốc gia châu Âu của họ sau khi kết thúc của vòng bảng vòng loại giải vô địch bóng đá thế giới 2018 vào ngày 11 tháng 10 năm 2017. Các đội tuyển sẽ được chia thành ba nhóm bốn đội, được sắp xếp dựa trên hệ số đội tuyển quốc gia châu Âu của họ.
Lễ bốc thăm bảng sẽ diễn ra tại Trung tâm hội nghị SwissTech ở Lausanne, Thụy Sĩ vào ngày 24 tháng 1 năm 2018.
| Đội tuyển   | Hệ số  | Hạng |
| ----------- | ------ | ---- |
| Đức         | 40,747 | 1    |
| Bồ Đào Nha  | 38,655 | 2    |
| Bỉ          | 38,123 | 3    |
| Tây Ban Nha | 37,311 | 4    |

| Đội tuyển | Hệ số  | Hạng |
| --------- | ------ | ---- |
| Pháp      | 36,617 | 5    |
| Anh       | 36,231 | 6    |
| Thụy Sĩ   | 31,155 | 7    |
| Ý         | 34,426 | 8    |

| Đội tuyển | Hệ số  | Hạng |
| --------- | ------ | ---- |
| Ba Lan    | 32,982 | 9    |
| Iceland   | 31,154 | 10   |
| Croatia   | 31,139 | 11   |
| Hà Lan    | 29,866 | 12   |

## Vòng bảng
Danh sách lịch thi đấu được UEFA xác nhận vào ngày 24 tháng 1 năm 2018 sau lễ bốc thăm.
Thời gian là CET/CEST, như được liệt kê bởi UEFA (giờ địa phương, nếu khác nhau, nằm trong dấu ngoặc đơn).

### Bảng 1
| VT | Đội    | ST | T | H | B | BT | BB | HS | Đ | Giành quyền tham dự           |     | Hà Lan | Pháp | Đức |
| -- | ------ | -- | - | - | - | -- | -- | -- | - | ----------------------------- | --- | ------ | ---- | --- |
| 1  | Hà Lan | 4  | 2 | 1 | 1 | 8  | 4  | +4 | 7 | Vòng chung kết Nations League |     | —      | 2–0  | 3–0 |
| 2  | Pháp   | 4  | 2 | 1 | 1 | 4  | 4  | 0  | 7 |                               |     | 2–1    | —    | 2–1 |
| 3  | Đức    | 4  | 0 | 2 | 2 | 3  | 7  | −4 | 2 |                               | 2–2 | 0–0    | —    |     |

1. ↑  Do sự thay đổi thể thức cho UEFA Nations League 2020–21, không có đội nào bị xuống hạng.
2. 1 2  Hiệu số đối đầu: Hà Lan +1, Pháp −1.

| Đức | 0–0      | Pháp |
| --- | -------- | ---- |
|     | Chi tiết |      |

| Pháp                      | 2–1      | Hà Lan      |
| ------------------------- | -------- | ----------- |
| - Mbappé 14' - Giroud 75' | Chi tiết | - Babel 67' |

| Hà Lan                                       | 3–0      | Đức |
| -------------------------------------------- | -------- | --- |
| - Van Dijk 30' - Depay 87' - Wijnaldum 90+3' | Chi tiết |     |

| Pháp                         | 2–1      | Đức                 |
| ---------------------------- | -------- | ------------------- |
| - Griezmann 62', 80' (ph.đ.) | Chi tiết | - Kroos 14' (ph.đ.) |

| Hà Lan                                | 2–0      | Pháp |
| ------------------------------------- | -------- | ---- |
| - Wijnaldum 44' - Depay 90+6' (ph.đ.) | Chi tiết |      |

| Đức                    | 2–2      | Hà Lan                        |
| ---------------------- | -------- | ----------------------------- |
| - Werner 9' - Sané 20' | Chi tiết | - Promes 85' - Van Dijk 90+1' |

### Bảng 2
| VT | Đội     | ST | T | H | B | BT | BB | HS  | Đ | Giành quyền tham dự           |     | Thụy Sĩ | Bỉ  | Iceland |
| -- | ------- | -- | - | - | - | -- | -- | --- | - | ----------------------------- | --- | ------- | --- | ------- |
| 1  | Thụy Sĩ | 4  | 3 | 0 | 1 | 14 | 5  | +9  | 9 | Vòng chung kết Nations League |     | —       | 5–2 | 6–0     |
| 2  | Bỉ      | 4  | 3 | 0 | 1 | 9  | 6  | +3  | 9 |                               |     | 2–1     | —   | 2–0     |
| 3  | Iceland | 4  | 0 | 0 | 4 | 1  | 13 | −12 | 0 |                               | 1–2 | 0–3     | —   |         |

1. ↑  Do sự thay đổi thể thức cho UEFA Nations League 2020–21, không có đội nào bị xuống hạng.
2. 1 2  Hiệu số đối đầu: Thụy Sĩ +2, Bỉ −2.

| Thụy Sĩ                                                                           | 6–0      | Iceland |
| --------------------------------------------------------------------------------- | -------- | ------- |
| - Zuber 13' - Zakaria 23' - Shaqiri 53' - Seferović 67' - Ajeti 71' - Mehmedi 82' | Chi tiết |         |

| Iceland | 0–3      | Bỉ                                        |
| ------- | -------- | ----------------------------------------- |
|         | Chi tiết | - E. Hazard 29' (ph.đ.) - Lukaku 31', 81' |

| Bỉ                | 2–1      | Thụy Sĩ          |
| ----------------- | -------- | ---------------- |
| - Lukaku 58', 84' | Chi tiết | - Gavranović 76' |

| Iceland           | 1–2      | Thụy Sĩ                    |
| ----------------- | -------- | -------------------------- |
| - Finnbogason 81' | Chi tiết | - Seferović 52' - Lang 67' |

| Bỉ                   | 2–0      | Iceland |
| -------------------- | -------- | ------- |
| - Batshuayi 65', 81' | Chi tiết |         |

| Thụy Sĩ                                                        | 5–2      | Bỉ                  |
| -------------------------------------------------------------- | -------- | ------------------- |
| - Rodríguez 26' (ph.đ.) - Seferović 31', 44', 84' - Elvedi 62' | Chi tiết | - T. Hazard 2', 17' |

### Bảng 3
| VT | Đội        | ST | T | H | B | BT | BB | HS | Đ | Giành quyền tham dự           |     | Bồ Đào Nha | Ý   | Ba Lan |
| -- | ---------- | -- | - | - | - | -- | -- | -- | - | ----------------------------- | --- | ---------- | --- | ------ |
| 1  | Bồ Đào Nha | 4  | 2 | 2 | 0 | 5  | 3  | +2 | 8 | Vòng chung kết Nations League |     | —          | 1–0 | 1–1    |
| 2  | Ý          | 4  | 1 | 2 | 1 | 2  | 2  | 0  | 5 |                               |     | 0–0        | —   | 1–1    |
| 3  | Ba Lan     | 4  | 0 | 2 | 2 | 4  | 6  | −2 | 2 |                               | 2–3 | 0–1        | —   |        |

1. ↑  Do sự thay đổi thể thức cho UEFA Nations League 2020–21, không có đội nào bị xuống hạng.

| Ý                      | 1–1      | Ba Lan          |
| ---------------------- | -------- | --------------- |
| - Jorginho 78' (ph.đ.) | Chi tiết | - Zieliński 40' |

| Bồ Đào Nha     | 1–0      | Ý |
| -------------- | -------- | - |
| - A. Silva 48' | Chi tiết |   |

| Ba Lan                            | 2–3      | Bồ Đào Nha                                      |
| --------------------------------- | -------- | ----------------------------------------------- |
| - Piątek 18' - Błaszczykowski 77' | Chi tiết | - A. Silva 32' - Glik 43' (l.n.) - B. Silva 52' |

| Ba Lan | 0–1      | Ý               |
| ------ | -------- | --------------- |
|        | Chi tiết | - Biraghi 90+2' |

| Ý | 0–0      | Bồ Đào Nha |
| - | -------- | ---------- |
|   | Chi tiết |            |

| Bồ Đào Nha     | 1–1      | Ba Lan              |
| -------------- | -------- | ------------------- |
| - A. Silva 34' | Chi tiết | - Milik 66' (ph.đ.) |

### Bảng 4
| VT | Đội         | ST | T | H | B | BT | BB | HS | Đ | Giành quyền tham dự           |     | Anh | Tây Ban Nha | Croatia |
| -- | ----------- | -- | - | - | - | -- | -- | -- | - | ----------------------------- | --- | --- | ----------- | ------- |
| 1  | Anh         | 4  | 2 | 1 | 1 | 6  | 5  | +1 | 7 | Vòng chung kết Nations League |     | —   | 1–2         | 2–1     |
| 2  | Tây Ban Nha | 4  | 2 | 0 | 2 | 12 | 7  | +5 | 6 |                               |     | 2–3 | —           | 6–0     |
| 3  | Croatia     | 4  | 1 | 1 | 2 | 4  | 10 | −6 | 4 |                               | 0–0 | 3–2 | —           |         |

1. ↑  Do sự thay đổi thể thức cho UEFA Nations League 2020–21, không có đội nào bị xuống hạng.

| Anh            | 1–2      | Tây Ban Nha              |
| -------------- | -------- | ------------------------ |
| - Rashford 11' | Chi tiết | - Saúl 13' - Rodrigo 32' |

| Tây Ban Nha                                                                        | 6–0      | Croatia |
| ---------------------------------------------------------------------------------- | -------- | ------- |
| - Saúl 24' - Asensio 33' - Kalinić 35' (l.n.) - Rodrigo 49' - Ramos 57' - Isco 70' | Chi tiết |         |

| Croatia | 0–0      | Anh |
| ------- | -------- | --- |
|         | Chi tiết |     |

| Tây Ban Nha                 | 2–3      | Anh                                |
| --------------------------- | -------- | ---------------------------------- |
| - Alcácer 58' - Ramos 90+8' | Chi tiết | - Sterling 16', 38' - Rashford 30' |

| Croatia                            | 3–2      | Tây Ban Nha                        |
| ---------------------------------- | -------- | ---------------------------------- |
| - Kramarić 54' - Jedvaj 69', 90+3' | Chi tiết | - Ceballos 56' - Ramos 78' (ph.đ.) |

| Anh                      | 2–1      | Croatia        |
| ------------------------ | -------- | -------------- |
| - Lingard 78' - Kane 85' | Chi tiết | - Kramarić 57' |

## Vòng chung kết
Lễ bốc thăm diễn ra vào ngày 3 tháng 12 năm 2018 tại khách sạn Shelbourne ở Dublin, Cộng hòa Ireland.

### Sơ đồ
Thời gian theo giờ mùa hè Trung Âu (UTC+2), được liệt kê bởi UEFA.
|  | Bán kết               | Bán kết |                        |   | Chung kết | Chung kết |
|  |                       |         |                        |   |           |           |
|  | 5 tháng 6 – Porto     |         |                        |   |           |           |
|  |                       |         |                        |   |           |           |
|  | Bồ Đào Nha            | 3       |                        |   |           |           |
|  | Bồ Đào Nha            | 3       | 9 tháng 6 – Porto      |   |           |           |
|  | Thụy Sĩ               | 1       |                        |   |           |           |
|  | Thụy Sĩ               | 1       | Bồ Đào Nha             | 1 |           |           |
|  | 6 tháng 6 – Guimarães |         | Bồ Đào Nha             | 1 |           |           |
|  |                       | Hà Lan  | 0                      |   |           |           |
|  | Hà Lan (s.h.p.)       | Hà Lan  | 0                      | 3 |           |           |
|  | Hà Lan (s.h.p.)       |         |                        | 3 |           |           |
|  | Anh                   | 1       |                        |   |           |           |
|  | Anh                   | 1       | Play-off tranh hạng ba |   |           |           |
|  |                       |         |                        |   |           |           |
|  | 9 tháng 6 – Guimarães |         |                        |   |           |           |
|  |                       |         |                        |   |           |           |
|  | Thụy Sĩ               | 0 (5)   |                        |   |           |           |
|  | Thụy Sĩ               | 0 (5)   |                        |   |           |           |
|  | Anh (p)               | 0 (6)   |                        |   |           |           |

### Bán kết
| Bồ Đào Nha              | 3–1      | Thụy Sĩ                 |
| ----------------------- | -------- | ----------------------- |
| - Ronaldo 25', 88', 90' | Chi tiết | - Rodríguez 57' (ph.đ.) |

| Hà Lan                                          | 3–1      | Anh                    |
| ----------------------------------------------- | -------- | ---------------------- |
| - De Ligt 73' - Walker 97' (l.n.) - Promes 114' | Chi tiết | - Rashford 32' (ph.đ.) |

### Play-off tranh hạng ba
| Thụy Sĩ                                          | 0–0 (s.h.p.) | Anh                                                       |
| ------------------------------------------------ | ------------ | --------------------------------------------------------- |
|                                                  | Chi tiết     |                                                           |
| Loạt sút luân lưu                                |              |                                                           |
| - Zuber - Xhaka - Akanji - Mbabu - Schär - Drmić | 5–6          | - Maguire - Barkley - Sancho - Sterling - Pickford - Dier |

### Chung kết
| Bồ Đào Nha   | 1–0      | Hà Lan |
| ------------ | -------- | ------ |
| - Guedes 60' | Chi tiết |        |

## Cầu thủ ghi bàn
Đã có 81 bàn thắng ghi được trong 28 trận đấu, trung bình 2.89 bàn thắng mỗi trận đấu.
5 bàn thắng
- Haris Seferović

4 bàn thắng
- Romelu Lukaku

3 bàn thắng
- Marcus Rashford
- Cristiano Ronaldo
- André Silva
- Sergio Ramos

2 bàn thắng
- Michy Batshuayi
- Thorgan Hazard
- Tin Jedvaj
- Andrej Kramarić
- Raheem Sterling
- Antoine Griezmann
- Memphis Depay
- Virgil van Dijk
- Quincy Promes
- Georginio Wijnaldum
- Rodrigo
- Saúl
- Ricardo Rodríguez

1 bàn thắng
- Eden Hazard
- Harry Kane
- Jesse Lingard
- Olivier Giroud
- Kylian Mbappé
- Toni Kroos
- Leroy Sané
- Timo Werner
- Alfreð Finnbogason
- Cristiano Biraghi
- Jorginho
- Ryan Babel
- Matthijs de Ligt
- Jakub Błaszczykowski
- Arkadiusz Milik
- Krzysztof Piątek
- Piotr Zieliński
- Gonçalo Guedes
- Bernardo Silva
- Paco Alcácer
- Marco Asensio
- Dani Ceballos
- Isco
- Albian Ajeti
- Nico Elvedi
- Mario Gavranović
- Michael Lang
- Admir Mehmedi
- Xherdan Shaqiri
- Denis Zakaria
- Steven Zuber

1 bàn phản lưới nhà
- Lovre Kalinić (trong trận gặp Tây Ban Nha)
- Kyle Walker (trong trận gặp Hà Lan)
- Kamil Glik (trong trận gặp Bồ Đào Nha)

## Bảng xếp hạng tổng thể
12 đội tuyển Hạng A sẽ được xếp hạng tổng thể từ thứ 1 đến thứ 12 trong UEFA Nations League 2018-19 theo các quy tắc sau đây:
- Các đội tuyển kết thúc thứ nhất trong các bảng sẽ được xếp hạng từ thứ 1 đến thứ 4 theo kết quả của chung kết UEFA Nations League.
- Các đội tuyển kết thúc thứ hai trong các bảng sẽ được xếp hạng từ thứ 5 đến thứ 8 theo kết quả của giai đoạn giải đấu.
- Các đội tuyển kết thúc thứ ba trong các bảng sẽ được xếp hạng từ thứ 9 đến thứ 12 theo kết quả của giai đoạn giải đấu.

| XH | Bg | Đội         | ST | T | H | B | BT | BB | HS  | Đ |
| -- | -- | ----------- | -- | - | - | - | -- | -- | --- | - |
| 1  | A3 | Bồ Đào Nha  | 4  | 2 | 2 | 0 | 5  | 3  | +2  | 8 |
| 2  | A1 | Hà Lan      | 4  | 2 | 1 | 1 | 8  | 4  | +4  | 7 |
| 3  | A4 | Anh         | 4  | 2 | 1 | 1 | 6  | 5  | +1  | 7 |
| 4  | A2 | Thụy Sĩ     | 4  | 3 | 0 | 1 | 14 | 5  | +9  | 9 |
|    |    |             |    |   |   |   |    |    |     |   |
| 5  | A2 | Bỉ          | 4  | 3 | 0 | 1 | 9  | 6  | +3  | 9 |
| 6  | A1 | Pháp        | 4  | 2 | 1 | 1 | 4  | 4  | 0   | 7 |
| 7  | A4 | Tây Ban Nha | 4  | 2 | 0 | 2 | 12 | 7  | +5  | 6 |
| 8  | A3 | Ý           | 4  | 1 | 2 | 1 | 2  | 2  | 0   | 5 |
|    |    |             |    |   |   |   |    |    |     |   |
| 9  | A4 | Croatia     | 4  | 1 | 1 | 2 | 4  | 10 | −6  | 4 |
| 10 | A3 | Ba Lan      | 4  | 0 | 2 | 2 | 4  | 6  | −2  | 2 |
| 11 | A1 | Đức         | 4  | 0 | 2 | 2 | 3  | 7  | −4  | 2 |
| 12 | A2 | Iceland     | 4  | 0 | 0 | 4 | 1  | 13 | −12 | 0 |

## Tiền thưởng
Tiền thưởng được phân phối đã được công bố vào tháng 3 năm 2018. Mỗi đội tuyển trong Hạng A sẽ nhận được một khoản phí đoàn kết trị giá 1,5 triệu euro. Ngoài ra, bốn đội nhất bảng sẽ nhận được gấp đôi số tiền này với một khoản phí tiền thưởng 1,5 triệu euro.
Bốn đội nhất bảng của Hạng A, sẽ tham gia vào vòng chung kết UEFA Nations League, cũng sẽ nhận được các khoản phí sau dựa trên thành tích:
- Vô địch: 4,5 triệu euro
- Á quân: 3,5 triệu euro
- Hạng ba: 2,5 triệu euro
- Hạng tư: 1,5 triệu euro

Tiền thưởng tối đa cho một đội tuyển từ Hạng A là 7,5 triệu euro.

## Play-off vòng loại
Bốn đội tuyển tốt nhất trong Hạng A theo bảng xếp hạng tổng thể mà không vượt qua vòng loại cho Giải vô địch bóng đá châu Âu 2020 thông qua vòng bảng vòng loại sẽ tham dự trong vòng play-off, với đội thắng vòng loại cho giải đấu chung kết. Nếu có ít hơn bốn đội trong Hạng A mà không vượt qua vòng loại, các suất vé còn lại được phân bổ cho các đội tuyển từ giải đấu khác, theo bảng xếp hạng tổng thể.
| Hạng | Đội tuyển      |
| ---- | -------------- |
| 1 GW | Bồ Đào Nha     |
| 2 GW | Hà Lan[H]      |
| 3 GW | Anh[H]         |
| 4 GW | Thụy Sĩ        |
| 5    | Bỉ             |
| 6    | Pháp           |
| 7    | Tây Ban Nha[H] |
| 8    | Ý[H]           |
| 9    | Croatia        |
| 10   | Ba Lan         |
| 11   | Đức[H]         |
| 12   | Iceland        |